# Домна Томская
До́мна То́мская (Домна Ка́рповна; начало XIX века — 16 (28) октября 1872, Томск) — томская юродивая. Канонизирована Русской православной церковью в 1984 году в составе Собора Сибирских святых.

## Жизнеописание
Основным источником о жизни Домны являются данные, собранные томским священником Н. Митропольским и изданные им в 1883 году.

Согласно ревизским сказкам Домна Карповна родилась в Полтавской губернии и, рано осиротев, воспитывалась тёткой. Получила хорошее образование, владела несколькими иностранными языками. Избегая замужества, ушла из дома и начала странствовать: 
Родителей у меня не было, жила я у тётки. Тётка хотела меня отдать замуж силой, а я замуж идти вовсе не хотела. Гуляла в садике и убежала.
 Как беспаспортная была арестована за бродяжничество и под именем Марии Слепченко судом была сослана в село Иткуль Каинского округа Томской губернии. Поселившись в городе Каинске, начала юродствовать. С начала 1860-х годов поселилась в Томске.
Домна не имела постоянного жилья, часто ночевала на улице, носила с собой мешки с ветошью, которые были для неё веригами. В карманах носила битые стёкла, камни, щепки, опилки, кусочки сахара — всё это она раздавала людям, вкладывая в подарок иносказательный смысл. В церкви на службах она переходила с места на место, переставляла и гасила свечи, а некоторые снимала и складывала в свои мешки. Очень любила собак, которых прикармливала, и они ходили за ней стаей.
Отличалась нестяжанием, не принимала подаяние деньгами, предпочитая хлеб, который раздавала странникам. Известен случай, когда Томский епископ Порфирий (Соколовский) подарил ей свою шубу, которую Домна в знак уважения надела, а затем отдала нищим. Стремясь помогать арестантам, Домна, гуляя по улицам, громко распевала духовные песни, за что задерживалась и попадала в полицейский участок, куда её почитатели приносили еду, достававшуюся заключённым.
При этом отмечают, что, оставляя юродство, Домна Карповна имела разумную речь, вела назидательные разговоры. Однажды через Томск проезжала знатная женщина, оказавшаяся её знакомой, и с ней Домна всю ночь проговорила на иностранном языке.
Скончалась Домна Карповна 16 октября 1872 года, была погребена на кладбище Иоанно-Предтеченского женского монастыря Томска при большем стечении горожан и духовенства. В 1927 году монастырь был закрыт и через три года ликвидировали его кладбище, на месте которого позднее был построен студенческий городок Томского технологического института.

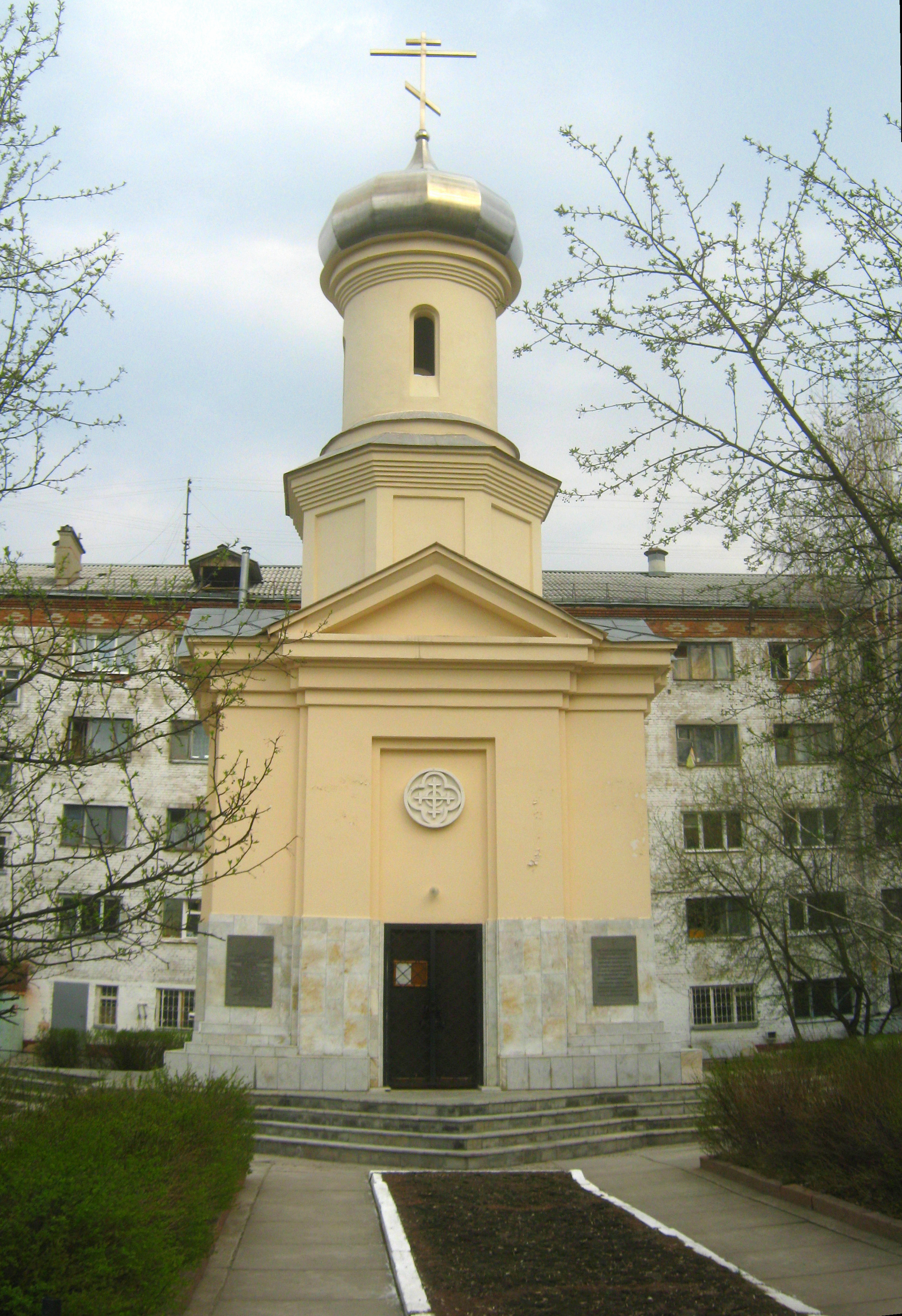
Часовня Домны Томской

В 1996 году  в год столетия закладки института на месте предполагаемого захоронения блаженной Домны была построена часовня. Табличка на ней сообщает: 
Сия часовня поставлена на территории бывшего Иоанно-Предтеченского женского монастыря в память о святой Домне Томской, профессорах и преподавателях Томского технологического института императора Николая II, императорского Томского университета и о всех здесь погребённых.
В 1916 году имя Домны было внесено в «Сибирский патерик», составленный архиепископом Омским Сильвестром (Ольшевским). Канонизирована Домна Томская в лике блаженных 10 июня 1984 года в составе Собора Сибирских святых. В Томске святую Домну почитают как «сибирскую Ксению Петербургскую».